# Mezholezy (Domažlicei járás)
Mezholezy település Csehországban, a Domažlicei járásban. Mezholezy Černíkov, Němčice és Úsilov településekkel határos. Lakosainak száma 118 fő (2024. január 1.).

## Népesség
A település lakosságának változását az alábbi diagram mutatja:
| Lakosok száma | 346  | 324  | 302  | 174  | 120  | 107  | 104  | 112  | 124  | 118  |
|               | 1869 | 1890 | 1921 | 1950 | 1980 | 2001 | 2017 | 2019 | 2022 | 2024 |